# 22435 Pierfederici
22435 Pierfederici è un asteroide della fascia principale. Scoperto nel 1996, presenta un'orbita caratterizzata da un semiasse maggiore pari a 3,2035778 UA e da un'eccentricità di 0,1611732, inclinata di 2,06826° rispetto all'eclittica.